# Dollar Point (Kalifornija)
Dollar Point je naseljeno područje za statističke svrhe u američkoj saveznoj državi Kalifornija. Prema popisu stanovništva iz 2010. u njemu je živjelo 1,215 stanovnika.